# Lamb Weston/Meijer
Lamb Weston/Meijer is producent van diepvries-aardappelproducten en maakt voornamelijk friet. Lamb Weston/Meijer is een joint venture opgericht in 1994 tussen Lamb Weston uit de Verenigde Staten en firma Meijer uit Nederland. Lamb Weston is de nummer twee van de wereld op het gebied van bevroren aardappelproducten.
Het bedrijf bezit zes fabrieken en er werken ongeveer 1500 mensen. Het hoofdkantoor is sinds januari 2020 gevestigd in Breda.
De Nederlandse fabrieken staan in Kruiningen, Bergen op Zoom, Oosterbierum en Broekhuizenvorst. In Engeland in Wisbech en in Oostenrijk in Hollabrunn staan de 2 overige fabrieken. Lamb Weston heeft als joint venture nog een zevende fabriek in Rusland, nabij Moskou. Het bedrijf verwerkte in 2018 ongeveer 1,7 miljoen ton aardappelen tot 890.000 ton diepvriesproducten en had het een omzet van 800 miljoen euro.
Aandeelhouder Lamb Weston is wereldwijd actief in diepvriesaardappelproducten, heeft ongeveer 9100 man in dienst en bezit 24 fabrieken.
In 2016 richtte Lamb Weston / Meijer een joint venture op in het Russische Lipetsk voor een investering van 100 miljoen euro in een nieuwe fabriek. Sinds december 2020 is zij meerderheidsaandeelhouder in deze joint venture met de Russische Belaya Dacha Group. Naar aanleiding van de oorlog in Oekraïne heeft Lamb Weston/Meijer haar fabriek in Rusland weer overgedragen aan Belaya Dacha. Ook in 2016 werd de fabriek in Bergen op Zoom voor 120 miljoen euro gerenoveerd en de capaciteit verdubbeld.
In 2022 zijn alle aandelen overgenomen door Lamb Weston en is de familie Meijer officieel uit de joint venture gestapt. 